# Ustrem, Haskovo
Ustrem (în bulgară Устрем) este un sat în comuna Topolovgrad, regiunea Haskovo,  Bulgaria. 

## Demografie
Componența etnică a satului Ustrem
     Bulgari (81,48%)
     Romi (13,91%)
     Nicio identificare (4,1%)
     Altele (0,5%)
La recensământul din 2011, populația satului Ustrem era de 999 locuitori. Din punct de vedere etnic, majoritatea locuitorilor (81,48%) erau bulgari, cu o minoritate de romi (13,91%). Pentru 4,1% din locuitori nu este cunoscută apartenența etnică.